# Verstaatlichung in Österreich
Die Verstaatlichung in Österreich ist durch ein Auf und Ab des staatswirtschaftlichen Sektors gekennzeichnet. Vor allem zu Beginn der Zweiten Republik kamen zahlreiche Schlüsselunternehmen in den Besitz der Republik Österreich. In der Periode um die Jahrtausendwende kam es zu weitgehenden Privatisierungstendenzen, im Gefolge der Weltfinanzkrise ab 2007 aber wieder zu erneuten, unfreiwilligen Verstaatlichungen.

## Geschichte

### Donaumonarchie
Bereits in der Donaumonarchie kam es zu Verstaatlichungen in größerem Ausmaß, etwa im Bereich der Post und des Eisenbahnwesens (k.k. österreichische Staatsbahnen). Größere Aufgaben, wie die Errichtung der Semmeringbahn, überstiegen die Kräfte privater Bahnbetreiber. Finanziell erfolglose Bahngesellschaften mussten, vor allem im Gefolge der Wirtschaftskrise von 1873, aus gesamtwirtschaftlichen und strategischen Gründen in Staatseigentum überführt werden.

### Erste Republik
Nach dem Ersten Weltkrieg versuchten vor allem die Sozialisten Unternehmungen in öffentliches Eigentum zu überführen. Federführend war dabei der Sozialdemokrat Otto Bauer. Dabei wurden allerdings nicht so sehr eine Verstaatlichung als eine Sozialisierung unter Mitwirkung der Beschäftigten und der Konsumenten anvisiert. Die Rechtsform Gemeinwirtschaftliche Anstalt blieb aber im Wesentlichen auf Überbleibsel der Kriegsindustrie wie das Wiener Arsenal beschränkt. Da 1920 die Christlichsoziale Partei die Führung der Regierung übernahm und die Sozialdemokratie bis 1934 in Opposition verblieb, verliefen diese Bestrebungen im Sande. Zu einer ungeplanten Notverstaatlichung durch die konservative Regierungen kam es im Gefolge der Krise der Creditanstalt im Jahr 1931. Die Rettung der insolventen Großbank durch staatliche Intervention bewirkte über den Industriekonzern der CA auch eine indirekte Verstaatlichung von großen Teilen der österreichischen Industrie.

### Besatzungszeit und Zweite Republik
Erst nach dem Zweiten Weltkrieg wurden diese Bestrebungen wieder aufgenommen, wobei sich diesmal die SPÖ und die ÖVP einig waren. Dabei standen pragmatische Überlegungen im Vordergrund, wie die Unmöglichkeit, in der durch den Mangel an Privatkapital gekennzeichneten Nachkriegssituation den im Krieg begonnenen Ausbau der Grundstoffindustrien (vor allem im oberösterreichischen Raum) auf privater Basis fortzusetzen. Ziel war es vor allem Unternehmen, die vorerst in deutschem Eigentum standen, zu verstaatlichen. Dabei waren auch keine Entschädigungen zu zahlen. Für die aus privater Hand verstaatlichten Betriebe wurden jedoch Entschädigungen bezahlt. Die Anregung, zu versuchen, sie dadurch vor dem sowjetischen Zugriff zu schützen, kam von den Amerikanern.
In den Besatzungszonen der westlichen Alliierten gelang die Verstaatlichung verhältnismäßig einfach, und die betroffenen Unternehmen kamen bald in den Genuss von Mitteln des Marshall-Plans. Anders war die Situation in der sowjetischen Besatzungszone, denn hier wurden die Unternehmen großteils unter die Verwaltung der USIA gestellt und unter dem Aspekt der Erzielung möglichst hoher Reparationen betrieben.
Durch die Verstaatlichung gelang es, große Teile des ehemaligen Deutschen Eigentums in österreichische und nicht in die Hand der Besatzungsmächte gelangen zu lassen. Die Sowjetunion, gegen die sich diese gesetzliche Maßnahme vorrangig richtete, erkannte sie allerdings in ihrem Besatzungsbereich nicht an.
Die Verstaatlichung erfolgte in mehreren Etappen und wurde in zwei Verstaatlichungsgesetzen festgeschrieben. Das erste Verstaatlichungsgesetz wurde am 26. Juli 1946 erlassen. Es betraf vor allem das Bankenwesen aber auch die Eisen- und Stahlindustrie. Dabei wurde die Creditanstalt-Bankverein, die Länderbank und das Österreichische Credit-Institut verstaatlicht. Auch die Chemie- und Erdölindustrie sowie die Werften wurden im Vollzug dieses Gesetzes verstaatlicht.
Das zweite Verstaatlichungsgesetz wurde am 26. März 1947 beschlossen. Im Zuge dessen ging ein großer Teil der Elektrizitätswirtschaft in das Eigentum der Zweiten Republik über.
Dabei wurden nur die Eigentumsverhältnisse verändert, die Unternehmensformen blieben gleich. Für den Bereich der sowjetisch besetzten Zone wurden die Verstaatlichungen erst nach dem Staatsvertrag 1955 wirksam. 1959 wurden die verstaatlichten Industrieunternehmen in der Sektion IV des Bundeskanzleramtes zusammengefasst, Vizekanzler Bruno Pittermann versuchte, sie als „Österreichische Nationalindustrie“ populär zu machen. Für die verstaatlichte Industrie wurde 1949 ein eigenes Ministerium geschaffen, das Bundesministerium für Verkehr und verstaatlichte Betriebe.
Da es sich um Schlüsselbetriebe handelte, waren die verstaatlichten Unternehmungen ein wesentlicher Bestandteil der österreichischen Wirtschaft. Vor allem bis in die frühen 1970er Jahre trugen sie durch ihre Gewinne auch zum Staatshaushalt bei. Noch 1970 waren mit etwa 125.000 Arbeitern rund 20 % der Industriebeschäftigten in der Verstaatlichten, die etwa 25 % der Exporterlöse Österreichs erzielten.
1973 kam es zur ersten Großfusion im Stahlsektor, die steirischen Stahlbetriebe der Österreichischen Alpine Montangesellschaft wurden mit der VÖEST AG zur VÖEST-Alpine AG verschmolzen. Ab dem Konjunktureinbruch 1974–75 versuchte der Austrokeynesianismus Bruno Kreiskys, den verstaatlichten Sektor als Instrument der Beschäftigungspolitik zu nützen, und erzielte damit kurzfristige Erfolge, bewirkte aber auch nachhaltige Probleme. In den 1980er Jahren traten zunehmende Verluste auf. Anfang 1985 bezeichneten Medienberichte die verstaatlichte Industrie anlässlich des ersten Verstaatlichten-Rechnungshofberichts bereits als „Faß ohne Boden“. Dazu kam im selben Jahr noch das Bekanntwerden riesiger Beteiligungsverluste im Zusammenhang mit dem Stahlwerk Bayou im US-Bundesstaat Louisiana und im November der Intertrading-Skandal, das Bekanntwerden riesiger Spekulationsverluste eines Tochterunternehmens der Voest-Alpine im internationalen Ölgeschäft. Dies führte zur Absetzung des gesamten Vorstands des Mutterunternehmens durch den zuständigen Minister Ferdinand Lacina. 1987 erhielt die Verstaatlichte Industrie nochmals Staatsgeld im Ausmaß von 33,6 Milliarden Schilling (ÖIAG-Finanzierungsgesetz 19/87). In der Folge wurden aber zahlreiche Betriebe seitens der ÖIAG schrittweise privatisiert.
Neben den enormen Verlusten rief auch die parteipolitisch motivierte Einflussnahme auf die Leitung der Verstaatlichten Industrie Kritik hervor. Zahlreiche Posten wurden politisch je nach Regierungszusammensetzung einseitig oder im Proporz besetzt. Außerdem wurde die Rolle mächtiger Betriebsräte („Betriebskaisertum“) kritisch hinterfragt.

### Verwaltung und Privatisierung
1967 wurde die Österreichische Industrieverwaltungs-GmbH zur treuhändigen Ausübung der Anteilsrechte der Republik an verstaatlichen Unternehmen gegründet. 1970 wurde sie in die Österreichische Industrieverwaltungs-AG (ÖIAG) umgewandelt, gleichzeitig wurden ihr auch die Anteilsrechte übertragen. Seit 1986 trägt sie den heutigen Namen, Österreichische Industrieholding AG. Bis 1993 bildete die ÖIAG mit den in ihrem Eigentum befindlichen Unternehmen einen Konzern, die Austrian Industries AG. Danach wurde dieses Konzernverhältnis gelöst und die Holding damit beauftragt, die in ihrem Besitz stehenden Betriebe zu privatisieren.
Im Jahre 2000 wurde unter der Bundesregierung Schüssel I beschlossen, die Privatisierung zu forcieren. Das ÖIAG-Gesetz 2000 wurde verabschiedet. Durch Auftrag der Bundesregierung sollten sieben Betriebe vorrangig privatisiert werden und beim Verkauf der bestmögliche Erlös bei gleichzeitiger Berücksichtigung der Interessen der Unternehmen und der Wahrung österreichischer Interessen erzielt werden.

### Finanzkrise 2007/2008
Im Zuge der Finanzkrise ab 2007 präsentierte die Bundesregierung Gusenbauer ein Maßnahmenpaket, in dem 15 Milliarden Euro für Teilverstaatlichungen von Banken vorgesehen waren. Für diesen Vorgang wurde eine Banken-Tochter der ÖIAG (FIMBAG) gegründet. Am 26. Oktober 2008 fanden Verhandlungen mit der Kommunalkredit Austria statt. Die Bank nimmt das Rettungspaket in Anspruch, dafür übernimmt der Staat das Unternehmen zu 99,78 %. Auch im Falle der Hypo Group Alpe Adria kam es 2009 zu einer Notverstaatlichung.